# Theodor von Weizsäcker

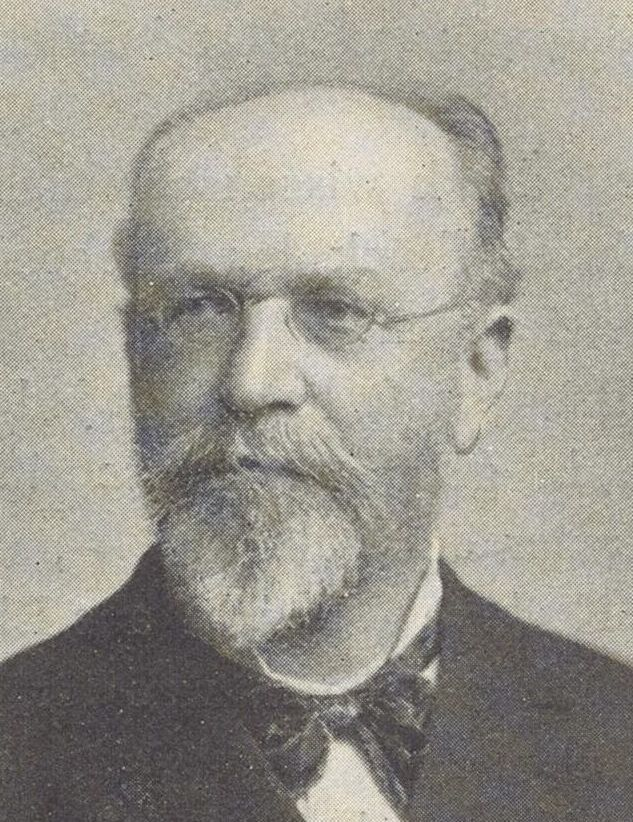
Theodor von Weizsäcker

Theodor Weizsäcker, seit 1880 von Weizsäcker, (* 14. August 1830 in Ellwangen; † 29. April 1911 in Stuttgart) war ein württembergischer Politiker und Beamter in der Post- und Eisenbahnverwaltung.

## Leben
Weizsäcker wurde als Sohn eines Schulmeisters geboren, besuchte das Gymnasium in Ellwangen und studierte Rechtswissenschaften in Tübingen. Während seines Studiums wurde er am 15. Juli 1849 Mitglied der burschenschaftlichen Tübinger Königsgesellschaft Roigel.
Nach seinem Studium wurde er 1854 Hilfsrichter in Horb am Neckar, 1856 Kameralbuchhalter in Heidenheim, 1857 Justiziar der Postdirektion in Stuttgart, 1864 Finanzassessor bei der württembergischen Eisenbahnkommission und 1867 bei der Eisenbahndirektion. 1868 wurde er zum Finanzrat, 1876 zum Oberfinanzrat, 1881 zum Wirklichen Oberfinanzrat und 1883 zum Ministerialrat befördert. 1883 wurde er Bevollmächtigter des Königreichs Württemberg beim Bundesrat, 1884 Vorstand der Generaldirektion der Posten und Telegraphen und 1887 Präsident ebenda. 1901 trat er in den Ruhestand.
Weizsäcker war verheiratet mit Emilie Frieda Oppel (1836–1914), Mitgründerin und später Leiterin sowie Ehrenpräsidentin des Schwäbischen Frauenvereins.

## Abgeordneter
Theodor Weizsäcker war ab 1876 Landtagsabgeordneter für Marbach und von 1890 bis 1902 lebenslang ernanntes Mitglied der Kammer der Standesherren.

## Ehrungen, Nobilitierung
- 1880 Ritterkreuz I. Klasse des Ordens der württembergischen Krone[1], welches mit dem persönlichen Adelstitel (Nobilitierung) verbunden war
- 1896 Kommenturkreuz I. Klasse des Friedrichs-Ordens
- 1899 Kommenturkreuz mit Stern des Ordens der württembergischen Krone
- 1902 Verleihung des Prädikats Exzellenz
- Ehrenmitglied des Württembergischen Philatelisten-Vereins in Stuttgart